# Gymnomitriaceae
Die Gymnomitriaceae sind eine Moosfamilie aus der Ordnung der Jungermanniales.

## Merkmale
Die Pflänzchen wachsen in polsterförmigen Rasen, die häufig stark bräunlich oder rötlich gefärbt sind. Die Stämmchen stehen aufrecht. Die Flankenblätter sind quer gestellt, haben zwei Lappen und sind kahn- bis rinnenförmig gefaltet. Unterblätter gibt es nicht. Jede Zelle enthält zwei bis drei große Ölkörper. Das Gewebe des Stämmchens bildet um die Archegonienanlage eine kurze Röhre, das sogenannte Perygynium. Ein Perianth ist vorhanden und wird deutlich von den Hüllblättern überragt. Es kann auch reduziert sein oder völlig fehlen. Brutkörper werden nicht gebildet.

## Systematik
Von den 13 Gattungen der Familie kommen in Deutschland zwei vor:
- Marsupella
- Gymnomitrion

## Belege
- Jan-Peter Frahm, Wolfgang Frey, J. Döring: Moosflora. 4., neu bearbeitete und erweiterte Auflage (UTB für Wissenschaft, Band 1250). Ulmer, Stuttgart 2004, ISBN 3-8001-2772-5 (Ulmer) & ISBN 3-8252-1250-5 (UTB).

## Weiterführende Literatur
- JIŘÍ VÁŇA, LARS SÖDERSTRÖM, ANDERS HAGBORG, MATT VON KONRAT & JOHN J. ENGEL: Early Land Plants Today: Taxonomy, systematics and nomenclature of Gymnomitriaceae. Phytotaxa 11: 1–80 (18. Nov. 2010) (online)